# Sedlec (district de Mladá Boleslav)
Pour les articles homonymes, voir Sedlec.
Sedlec (en allemand : Sedletz) est une commune du district de Mladá Boleslav, dans la région de Bohême-Centrale, en République tchèque. Sa population s'élevait à 241 habitants en 2020.

## Géographie
Sedlec se trouve à 3 km au nord-ouest de Benátky nad Jizerou, à 15 km au sud-ouest de Mladá Boleslav et à 36 km au nord-est de Prague.
La commune est limitée par Zdětín au nord et à l'est, par Benátky nad Jizerou et Kochánky au sud, et par Mečeříž et Dolní Slivno à l'ouest.

## Histoire
La première mention écrite de la localité date de 1227.